# فوقس مفصلي
فوقس مفصلي (الاسم العلمي: Fucus articulatus) هو نوع من الطلائعيات يتبع جنس الفوقس من الفصيلة الفوقسية.